# Gare de Villepatour-Presles
La gare de Villepatour-Presles est une gare ferroviaire française de la ligne de Paris-Est à Mulhouse-Ville, située sur le territoire de la commune de Presles-en-Brie, dans le département de Seine-et-Marne, en région Île-de-France. La date de fermeture de la gare au service des voyageurs se situe entre juin 1970 et septembre 1971.

## Situation ferroviaire
Établie à 84 m d'altitude, la gare de Villepatour-Presles est située au point kilométrique (PK) 43,925 de la ligne de Paris-Est à Mulhouse-Ville, entre les gares de Gretz-Armainvilliers et d'Ozouer-le-Voulgis (fermée).

## Histoire

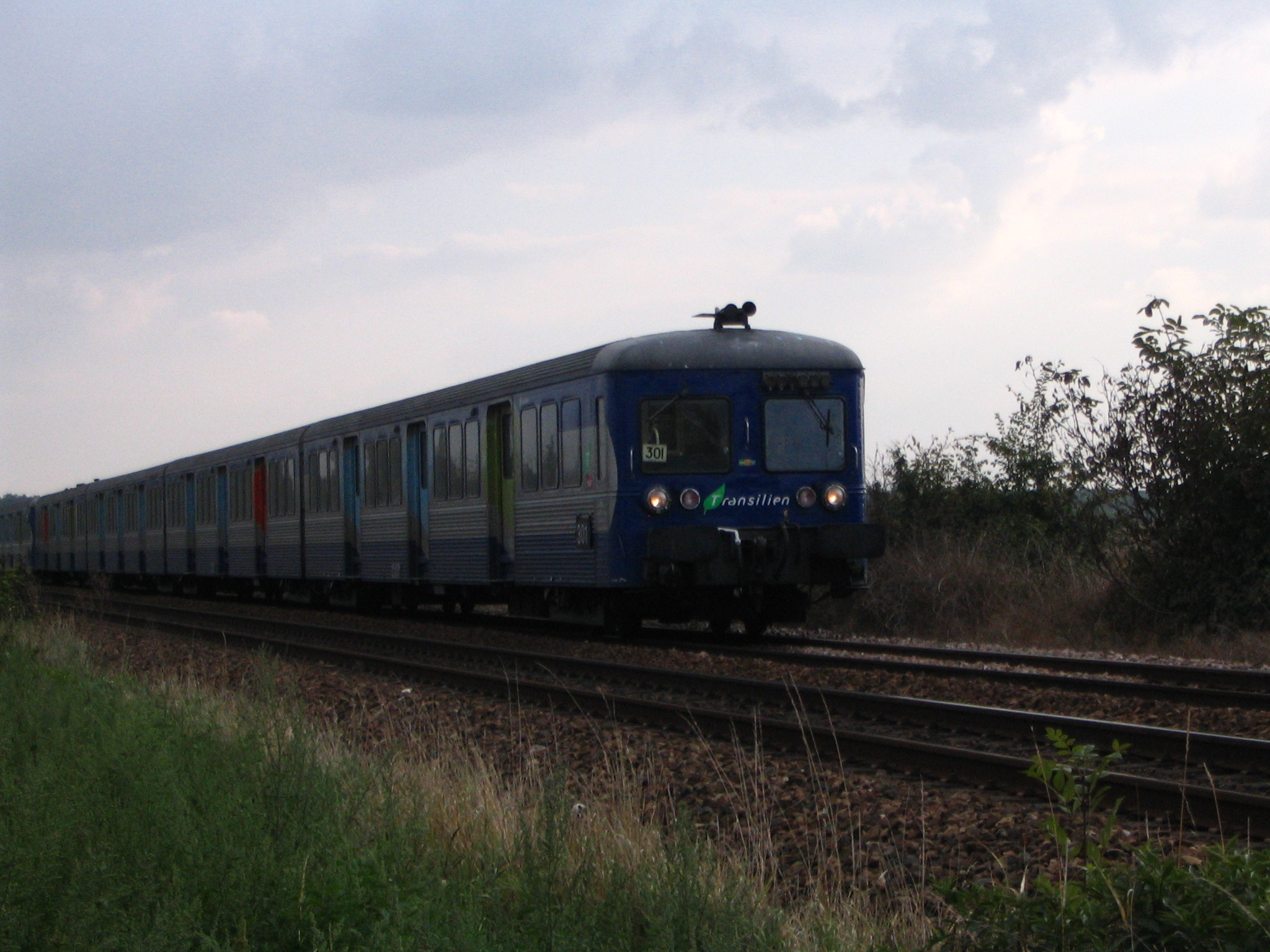
Une rame inox de banlieue (RIB), vue ici à Presles-en-Brie, assure une relation de Provins à Paris-Est.

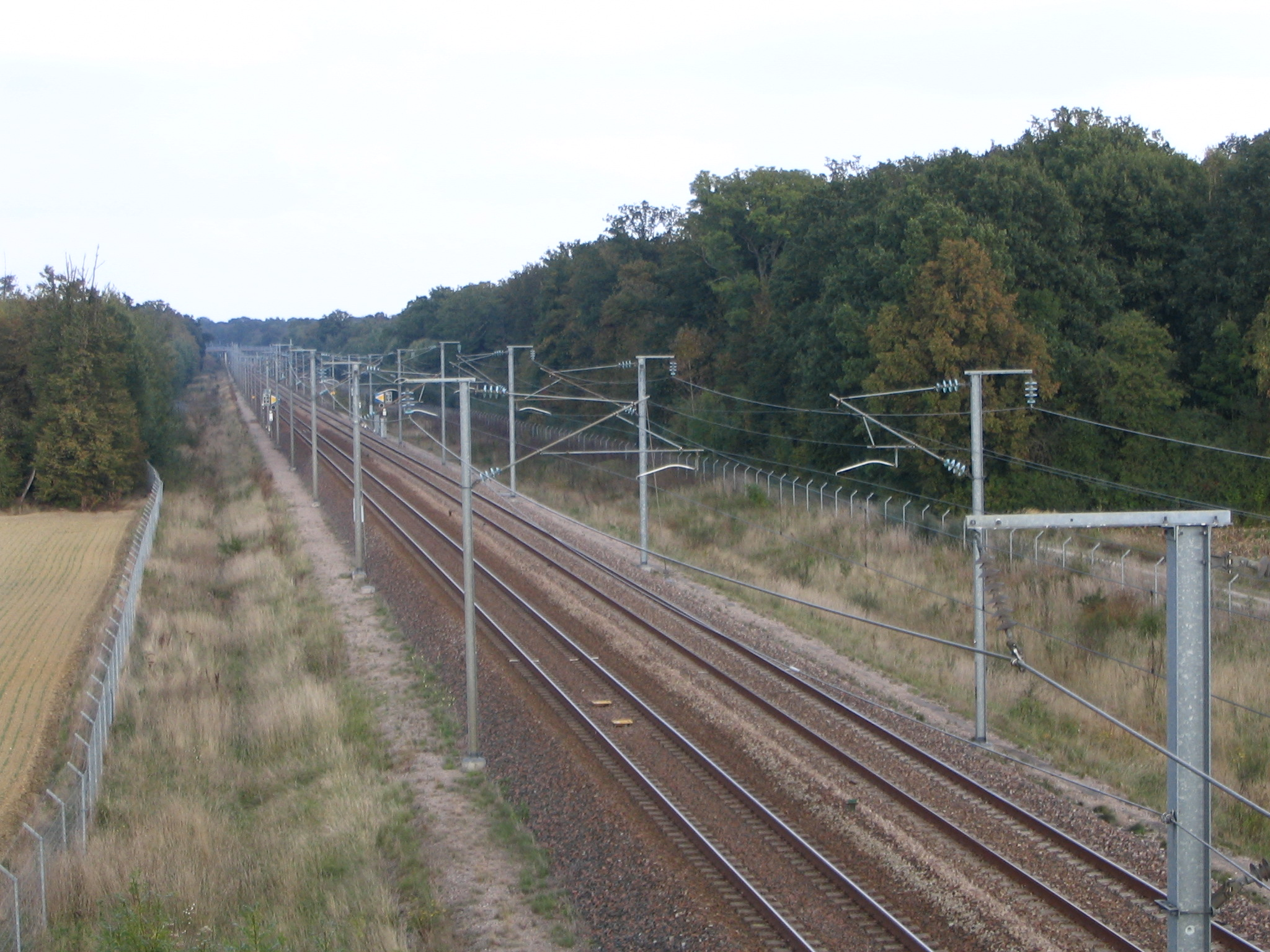
La LGV Interconnexion Est passe à Presles-en-Brie, non loin de l'ancienne gare.

La Compagnie des chemins de fer de l'Est met en service la station lors de l'ouverture au service commercial, le 25 avril 1857, de la section de Nogent - Le Perreux à Nangis. La famille De Mackau, « bienfaitrice de la commune », possédant le château de Villepatour, fait construire, tout près de celui-ci, cette gare afin de faciliter ses voyages vers la capitale. Celle-ci est aujourd'hui détruite. Toutefois, la gare possédait un handicap important du fait de son implantation à un emplacement éloigné du centre de la commune, ce qui ne rendait pas facile son utilisation.
La ligne de Paris à Mulhouse traverse tout le territoire communal sur une distance de plus de sept kilomètres. La gare est desservie par cinq trains de voyageurs montants et cinq trains descendants et est établie sur le territoire de la commune, au hameau de Villepatour, à deux kilomètres du village.
En 1866, le prix des places pour Paris au départ de la station est de 4,30 fr en première classe, 3,15 fr en deuxième classe et 2,25 fr en troisième classe. En 1877, les tarifs passent à 4,70 fr en première classe, 3,45 fr en deuxième classe et 2,43 fr en troisième classe pour une distance de 44 km de la capitale. Il y avait un service d'omnibus qui partait de la gare vers Coubert.
La gare s'appelait à l'origine Villepatour-Coubert. Mais la commune de Coubert eut sa propre gare sur la ligne de Vincennes, ce qui expliqua son renommage.
En 1932, un important accident ferroviaire fit au moins 15 blessés. En effet, le train Paris-Bâle tracté par la 241 036 dérailla sans raison apparente. Une des voitures endommagea le  bâtiment voyageurs. En 1936, la gare est desservie par un service de banlieue dont le dernier arrêt est la gare de Longueville. Durant la période d'hiver, à Nangis, il y a sept allers-retours chaque jour ouvrable. il est fait mention d'un chef de gare en 1937, Monsieur Larchée.
En 1960, la gare est encore en activité malgré l'important développement de l'automobile dans la commune.
La date de fermeture de la gare au service des voyageurs n'est pas connue. On peut situer celle-ci entre 1970 et 1971 (la gare est desservie en septembre 1969 mais n'est plus desservie en septembre 1971); en 1990, dans le livre de René-Charles Plancke, Histoire du Chemin de Fer de Seine-et-Marne, il est indiqué que celle-ci était fermée depuis plusieurs années.